# Cupid & Psyche 85
Albums de Scritti Politti
Songs to Remember
(1982) Provision
(1988)
Cupid & Psyche 85 est un album de Scritti Politti, sorti en 1985. 

## L'album
Le titre The Word Girl est admiré par Prince, Chaka Khan, Janet Jackson ou encore Jam & Lewis et Perfect Way qui atteint la 12e place des charts américains, est repris par Miles Davis qui travaillera par la suite avec le groupe. L'album se classe 5e des ventes au Royaume-Uni et est certifié disque d'or par BPI. Il fait partie des 1001 Albums You Must Hear Before You Die. 

### Titres
Tous les titres sont de Green Gartside, sauf mentions.
1. The Word Girl (Gartside, David Gamson) (4:24)
2. Small Talk (Gartside, Gamson) (3:39)
3. Absolute (4:25)
4. A Little Knowledge (5:02)
5. Don't Work That Hard (3:59)
6. Perfect Way (Gartside, Gamson) (4:33)
7. Lover to Fall (3:51)
8. Wood Beez (4:48)
9. Hypnotize (Gartside, Gamson) (3:34)
10. Flesh & Blood (Gartside, Gamson, Ann Swinton) (5:35)
11. Absolute (6:11)
12. Wood Beez (5:56)
13. Hypnotize (6:34)

### Musiciens
- Green Gartside : voix
- David Gamson : claviers
- Robert Quine : guitare
- Robbie Buchanan : claviers
- Simon Climie : synthétiseur
- Steve Ferrone : batterie
- David Frank : claviers
- Paul Jackson, Jr. : guitare
- Will Lee : basse
- Fred Maher : batterie
- Marcus Miller : basse
- Nick Moroch : guitare
- Alan Murphy : guitare
- J. Ebn : synthétiseur
- Ira Siegel : guitare
- B.J. Nelson, Tawatha Agee, Fonzi Thornton : chorale
- Ranking Ann : voix sur Flesh & Blood